# Referèndum constitucional de Corea del Sud de 1980
El 22 d'octubre de 1980 es va celebrar un referèndum constitucional a Corea del Sud. Els canvis a la constitució van ser aprovats pel 91,6% dels votants, amb una participació del 95,5%.

## Resultats
| Opcions                        | Vots       | %    |
| ------------------------------ | ---------- | ---- |
| Per                            | 17.829.354 | 91.6 |
| En contra                      | 1.357.673  | 8.4  |
| Vots en blanc/no vàlids        | 266.899    | –    |
| Total                          | 19.453.926 | 100  |
| Electors inscrits/participació | 20.373.869 | 95,5 |
| Font: Nohlen et al.            |            |      |